# Cozonac

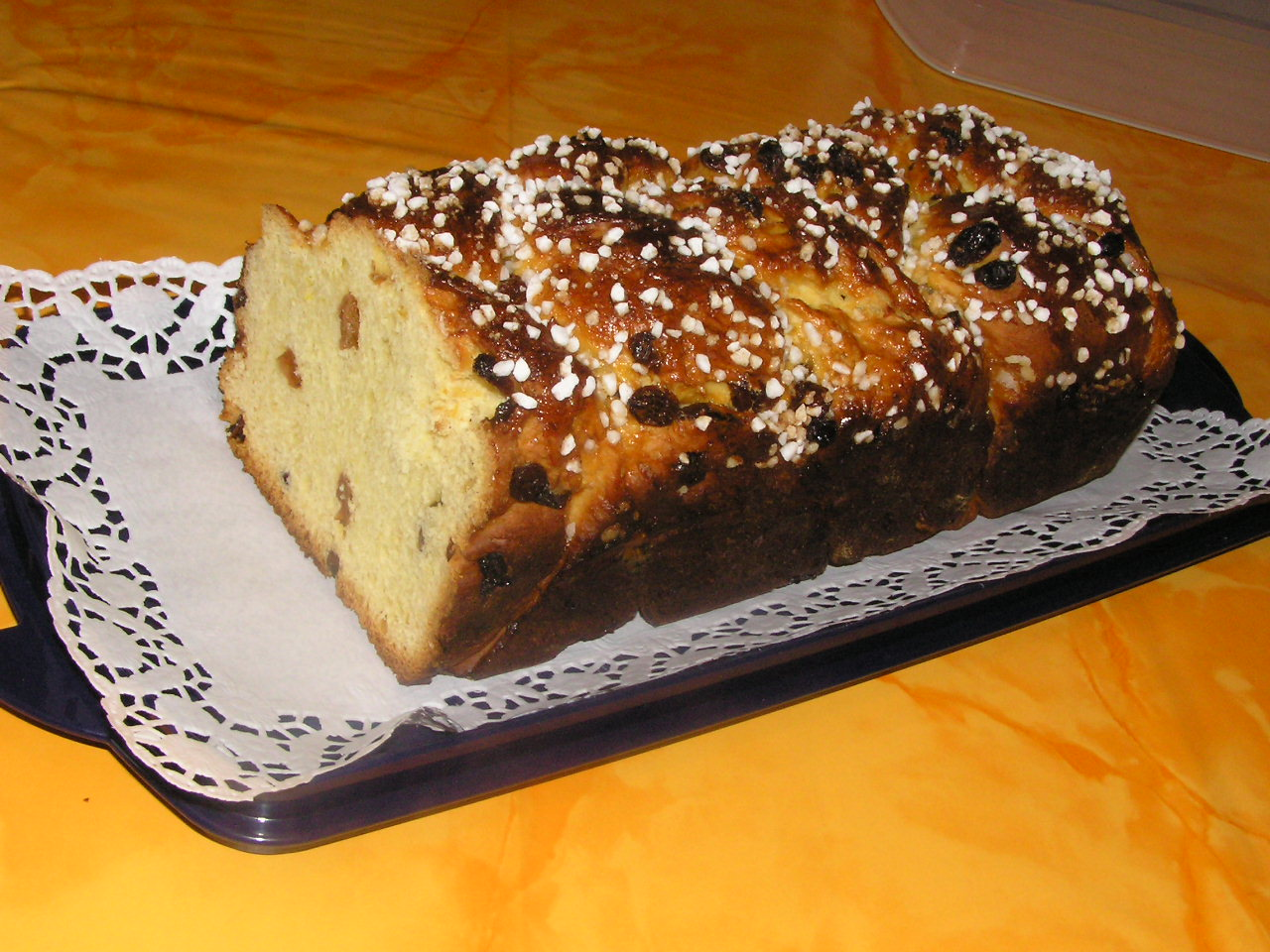
Cozonac mit Sultaninen, geflochten und mit Hagelzucker bestreut.

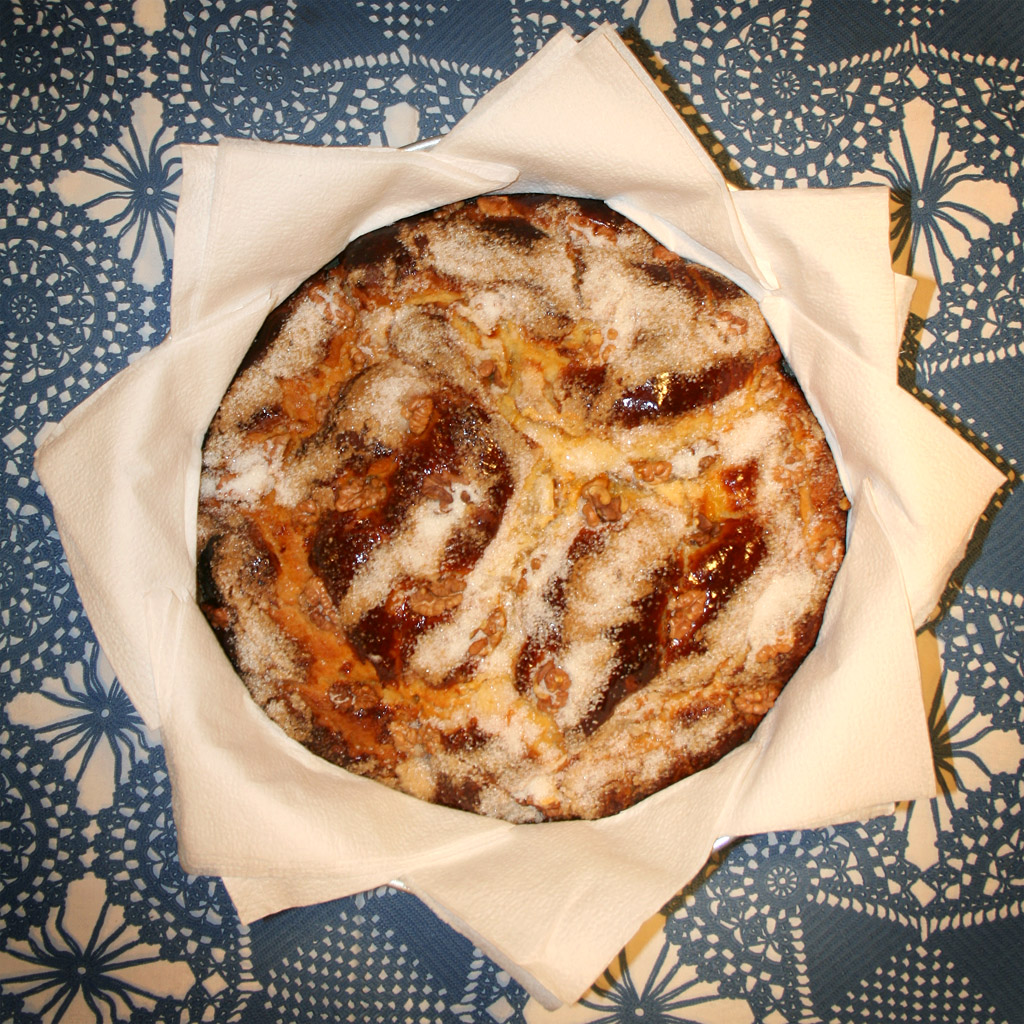
Kosunak

Cozonac [kozoˈnak] (rumänisch) oder Kozunak (bulgarisch козунакⓘ) ist ein süßes Hefegebäck der rumänischen und bulgarischen Küche.
Es ist ein traditionelles Feiertagsgebäck, das in Bulgarien zu Ostern (ähnlich dem Osterzopf) und in Rumänien zu unterschiedlichen Feierlichkeiten zubereitet wird. Es ähnelt dem italienischen Panettone, unterscheidet sich von diesem aber durch die Form und durch die Vielzahl der Varianten.

## Etymologie
Man nimmt an, dass der Begriff vom griechischen κοσωνάκι (kosōnáki, ein Diminutiv von κοσώνα, kosṓna, „Puppe“) oder von κωδουνάκη (kōdunáki, ein Diminutiv von κουδούνι, kudúni, „Glocke“) kommt. Die rumänische Ernährungshistorikerin Simona Lazăr führt das Wort kozunak auf kosṓna zurück und erklärt dies mit einer metaphorischen Vorstellung eines Babys, das in einer Wiege liegt. Die Namen vieler ritueller Brote enthielten im Altertum einen Bezug auf den menschlichen Körper. 

## Zubereitung
Cozonac wird aus einem Hefeteig mit Milch, Zucker, Eiern, Butter und Rosinen zubereitet. In Bulgarien werden dem Teig zusätzlich Zitronenzesten zugegeben. In Rumänien unterscheiden sich die Rezepte in den verschiedenen Regionen: Statt der Rosinen werden auch Rahat, geriebene Orangen- oder Zitronenschale, Haselnüsse oder Walnüsse, Vanille oder Rum zugegeben.
Sehr verbreitet ist auch eine Rezeptvariante mit einer Füllung aus gemahlenen Walnüssen: Dazu wird der Teig flach ausgerollt, mit der Füllung bestrichen und vor dem Backen zu einer Roulade aufgerollt – im gebackenen Brot ist die Füllung beim Anschneiden als Spirale zu sehen.

## Trivia
Bei der Kulturinitiative Café d’Europe des Instituts der Regionen Europas (IRE) während der österreichischen EU-Ratspräsidentschaft 2006 wurde Cozonac als rumänischer Beitrag präsentiert.